# さぬき三十三観音霊場

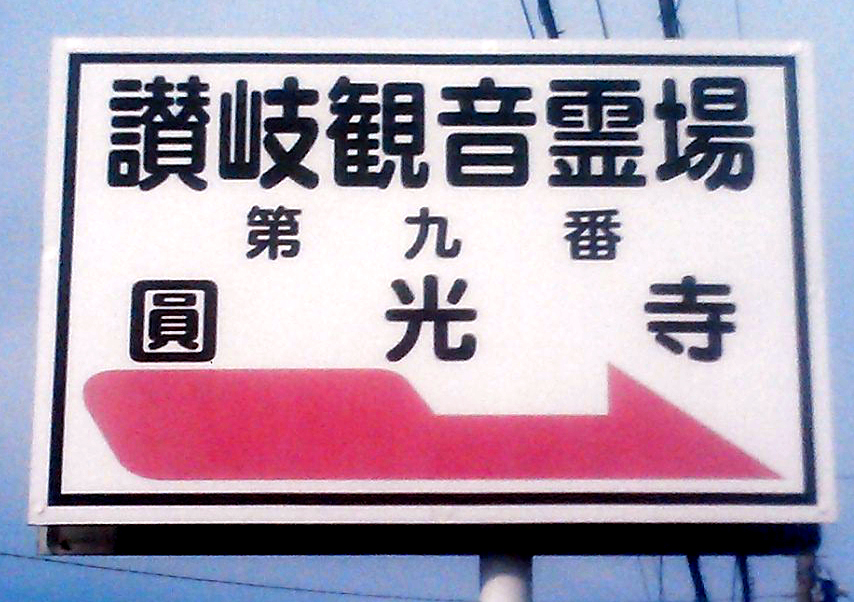
讃岐観音霊場　案内標識
第九番札所（事務総局）圓光寺のもの

さぬき三十三観音霊場（さぬきさんじゅうさんかんのん れいじょう）とは、香川県（旧讃岐国）内に在する真言宗門諸派所属寺院のうち、各種観世音菩薩を本尊あるいは副本尊として祀る三十三箇寺によって共同開創された巡礼霊場。讃岐三十三観音霊場（読み同じ）、讃岐観音霊場（さぬきかんのんれいじょう）とも称する。

## 概要
平安時代に開基したとされる西国三十三所以降、室町時代から江戸時代を通じ、これを模して庶民の巡礼地となった写し霊場が各地で開基された。そして讃岐国に拓かれた三十三観音霊場も、これらに倣い室町時代頃に開基したとされる三十三観音霊場の写し霊場のひとつであった。しかし、のちの戦国時代の戦乱や明治時代の廃仏毀釈を経た上で、四国内には最大の巡礼地として四国八十八箇所が存在したこともあり、讃岐三十三観音霊場の巡礼は廃れる事となっていった。
しかし第二次世界大戦の終結をもって訪れた戦後期、特に高度経済成長を超えた時期に香川県内の一部有志より、経済優先の成長思想の果て世間の人々より利他や協調・助け合いを貴ぶ精神性が失われる事を危惧する声が上がった事をきっかけに讃岐三十三観音霊場復興の機運が盛り上がった。これを契機として1977年（昭和52年）10月に香川県内の三十三箇寺によって、この三十三観音霊場が再開基された。
霊場は観音経普門品（妙法蓮華経観世音菩薩普門品第二十五偈）の表現と体感を目的に設定されており、この霊場を構成する一部の寺院は四国八十八箇所の本札所の塔頭や奥之院・番外霊場でもある。そのため四国八十八箇所と同様に弘法大師の一部足跡をたどる事も目的に含まれている。巡礼結願後の御礼参りは弘法大師の三大霊場のひとつである善通寺に行うものとしている。四国内で最も面積の狭い香川県内のみを巡礼範囲とするため、他の四国内にある各種巡礼よりも時間や経費の負担が少ない事が利点とされている。

### 巡拝用品など
四国八十八箇所や四国別格二十霊場のように専用の納札も存在し、前述の各巡礼と同様に納札の色は巡拝回数に従い該当する色を使用するよう定められている。納札の色は霊場巡拝2回までが白、3回目から4回目までが草(緑)色、5回目から9回目までが黄色、10回目から14回目までが赤色、15回目から19回目までが銀色、20回以上が金色と定められている。錦札の設定は無い。専用の案内地図や巡拝方法をまとめた教本も用意されている。
納経における納経帳に対する朱印の授与は、すでに朱印が記されているリフィルを授与され、これをファイルフォルダに綴じて収集するバインダー方式である。また軸や額装用の納経朱印も用意されている。
これらの巡拝用品は霊場会の参加寺院のうち物販本部を引き受けている寺院で購入することができる。なお他巡礼のような公認先達制度は無い。

## 霊場一覧
- 住所は全て香川県内である。

| 札番     | 山号・院号           | 寺名         | 宗派                  | 本尊                            | 住所                        | 備考 |
| -------- | -------------------- | ------------ | --------------------- | ------------------------------- | --------------------------- | --- |
| 1        | 長寿山 如意輪院      | 東福寺       | 真言宗御室派          | 聖観世音菩薩                    | 高松市番町一丁目4-3         | |
| 2        | 眺海山 円通院        | 洲崎寺       | 高野山真言宗          | 聖観世音菩薩                    | 高松市牟礼町牟礼2691        | 四国八十八箇所番外霊場 （遍路中興之祖大先達宥辨真念法師墓所）                                                                                                 |
| 3        | 福聚山 世尊院        | 圓通寺       | 真言宗善通寺派        | 聖観世音菩薩                    | さぬき市志度1107            | 四国八十八箇所86番志度寺塔頭 さぬき三十三観音霊場・東讃地域物販本部 西国三十三所写霊場                                                                        |
| 4        | 千手山 総持王院      | 長福寺       | 真言宗善通寺派        | 千手観音菩薩                    | さぬき市鴨部6209            | さぬき三十三観音霊場8番極楽寺旧塔頭 弘法大師創建「極楽寺談議所」跡地                                                                                          |
| 5        | 大渓山 蓮光院        | 釈王寺       | 真言宗善通寺派        | 聖観世音菩薩                    | 東かがわ市大谷329-2         | 四国八十八箇所番外霊場 |
| 6        | 二合山 普門院        | 観音寺       | 真言宗善通寺派        | 十一面観世音菩薩                | 東かがわ市帰来797           | |
| 7        | 利剣山 菩提心院      | 萬生寺       | 真言宗善通寺派        | 聖観世音菩薩                    | 東かがわ市引田519           | |
| 8        | 紫雲山 宝蔵院        | 極楽寺       | 真言宗大覚寺派        | 薬師如来 聖観世音菩薩           | さぬき市長尾東1194          | 真言宗大覚寺派 別格本山 さぬき三十三観音霊場4番長福寺の旧親寺 寒川石田極楽寺（白鳳期創建）燈明の継承古刹 「極楽寺談議所」燈明の継承寺                         |
| 9        | 珠鏡山 観照院        | 圓光寺       | 真言宗善通寺派        | 十一面観世音菩薩                | さぬき市造田野間田569-1     | さぬき三十三観音霊場会 事務総局 |
| 10       | 日内山 遍照光院      | 霊芝寺       | 高野山真言宗          | 十一面観世音菩薩                | さぬき市末695               | 高松藩主(2代・9代)墓所 |
| 11       | 医王山 浄願院        | 城福寺       | 真言宗御室派          | 准胝観世音菩薩                  | 仲多度郡まんのう町四條561-2 | |
| 12       | 吟松山 金蓮院        | 長法寺       | 真言宗善通寺派        | 千手観音菩薩                    | 仲多度郡琴平町榎井330       | |
| 13       | 殊勝山 圓流院        | 萬福寺       | 真言宗単立            | 砥石観世音菩薩                  | 三豊市財田町財田上3519      | 通称：藤寺。藤の名所のひとつ。 |
| 14       | 北田山 伊舎那院      | 如意輪寺     | 真言宗単立            | 如意輪観世音菩薩                | 三豊市財田町財田中4358      | 新四国曼荼羅霊場21番 |
| 15       | 駒石山 観音院        | 宗運寺       | 真言宗単立            | 聖観世音菩薩                    | 三豊市山本町財田西1452      | |
| 16       | 寶樹山 西光院        | 極楽寺       | 真言宗善通寺派        | 如意輪観世音菩薩                | 観音寺市粟井町280           | |
| 17       | 不陀洛山 平等院      | 満願寺       | 真言宗大覚寺派        | 聖観世音菩薩                    | 観音寺市豊浜町姫浜1376      | |
| 18       | 七宝山 寶積院        | 妙音寺       | 真言宗大覚寺派        | 阿弥陀如来 千手観音菩薩         | 三豊市豊中町上高野1986      | 四国八十八箇所70番本山寺奥之院 新四国曼荼羅霊場19番 四国三十六不動尊霊場30番                                                                                  |
| 19       | 大寧山 覚城院        | 不動護国寺   | 真言宗御室派          | 千手観世音菩薩                  | 三豊市仁尾町仁尾丁845       | 真言宗御室派 別格本山 |
| 20       | 七宝山 蓮城密院      | 寶林寺       | 高野山真言宗          | 如意輪観世音菩薩                | 三豊市詫間町詫間3712        | |
| 21       | 七宝山 宝幢院        | 柞原寺       | 真言宗単立            | 千手観世音菩薩                  | 三豊市高瀬町下勝間2092      | さぬき三十三観音霊場・西讃地域物販本部 |
| 22       | 七宝山 威徳院        | 勝造寺       | 真言宗単立            | 十一面観世音菩薩                | 三豊市高瀬町下勝間913       | |
| 23       | 宝珠山 悲願院        | 地蔵寺       | 真言宗善通寺派        | 地蔵菩薩 准胝観世音菩薩         | 三豊市高瀬町上勝間2475      | |
| 24       | 獅子山 舎那院        | 萬福寺       | 真言宗善通寺派        | 馬頭観世音菩薩 聖観世音菩薩     | 観音寺市吉原町2937          | |
| 25       | 屏風浦五岳山         | 善通寺観智院 | 真言宗善通寺派        | 子安観世音菩薩 十一面観世音菩薩 | 善通寺市善通寺町3-2-21      | 四国八十八箇所75番善通寺(善通寺派総本山)塔頭 |
| 26       | 宝珠山 世尊院        | 三谷寺       | 真言宗御室派          | 十一面観世音菩薩                | 丸亀市飯山町東坂元3183      | |
| 27       | 醫王山 舎那院        | 寶光寺       | 真言宗善通寺派        | 十一面観世音菩薩                | 丸亀市土器町西五丁目594     | さぬき三十三観音霊場・中讃地域物販本部 |
| 28       | 日照山 自在院        | 真光寺       | 真言宗御室派          | 千手観世音菩薩                  | 丸亀市御供所町2丁目1-7      | 銘木「真光寺の松」所在地 |
| 29       | 慈雲山 聖徳院        | 慈照寺       | 真言宗御室派          | 聖徳太子 聖観世音菩薩           | 綾歌郡宇多津町1423-1        | |
| 30       | 青松山 観音院        | 圓通寺       | 真言宗御室派          | 如意輪観世音菩薩                | 綾歌郡宇多津町1263          | |
| 31       | 壺平山 宝光院        | 聖通寺       | 真言宗御室派          | 薬師如来 千手観音菩薩           | 綾歌郡宇多津町2805          | 聖通寺山上展望台公園がある |
| 32       | 宝珠山 龍光院        | 吉祥寺       | 真言宗御室派          | 如意輪観世音菩薩                | 坂出市江尻町1054-1          | |
| 33       | 海珠山 慈眼院        | 西光寺       | 高野山真言宗          | 十一面観世音菩薩                | 高松市香西本町377           | |
| 礼参本山 | 五岳山 屏風浦 誕生院 | 善通寺       | 真言宗善通寺派 総本山 | 薬師如来(東院) 弘法大師(西院)   | 善通寺市善通寺町3-3-1       | 真言宗善通寺派総本山 弘法大師（真言宗）三大霊場の一 四国八十八箇所75番 真言宗十八本山1番 さぬき三十三観音霊場25番観智院の親寺 さぬき三十三観音霊場 御礼参本山 |